# Милев, Неделчо
Неде́лчо Нико́лов Ми́лев (болг. Неделчо Николов Милев; род. 5 февраля 1933 года) — болгарский киновед и критик. Доктор искусствоведения (1978). Член-корреспондент Болгарской академии наук.

## Биография
В 1973 году основал и первым возглавил кафедру кино ВИТИСа, где в 1981 году стал профессором. Старший научный сотрудник Института искусствознания Болгарской АН. Автор документального фильма болг. Фундаментална теория на киното (2007). Член БКП с 1960 года.

## Сочинения
- Божество с тремя лицами. — М., Искусство, 1968.
- Кръстопътят на дискусинте. — София, 1976.  (болг.)
- Относителност и екран. — София, 1978.  (болг.)
- Киното-техническо и творческо явление. — София, 1979.  (болг.)
- Българският исторически филм. — София, 1982.  (болг.)
- Драматичният екран : Опит за обща теория на киното. — София, 1995. — 332 с. — ISBN 954-04-0098-8  (болг.)
- Аферата Гендов: аз оправдавам..., в. «Култура», бр. 5, 8 февруари 2002.  (болг.)
- Историческа пропаганда в България.  (болг.)

## Награды
- 19 мая 2015 — Орден «Святые Кирилл и Мефодий» с цепью[1]